# Видиль, Франсис
Франси́с Види́ль (фр. Francis Vidil, родился в 1961 году, в русскоязычной прессе также встречается вариант написания имени Францис Видил) — французский неоклассический музыкант, исполнитель и профессор классической музыки. 
Видиль наиболее известен как профессор Версальской консерватории, где он преподаёт в качестве профессора с 1996 года, а также благодаря своим многочисленным выступлениям по всему миру. В настоящий момент живёт в городе Версале. Видиль — один из немногих в мире исполнителей, способных одновременно играть на органе и трубе.
Франсис аккомпанировал на католических мессах с 8 лет. Его отец, в то время органист церкви Святых Павла и Людовика в Париже, определил сына в четырёхлетнюю школу в Сен-Максимен-ла-Сент-Бом, колыбель музыки барокко. Именно там Видиль впервые столкнулся с наиболее известными органами эпохи барокко. Консерваторские учителя настаивали на том, чтобы он завершил курс обучения фортепиано прежде чем приступать за орган, из-за чего запретили ему практиковать импровизацию, что, однако, не остановило юношу.

## Вехи творчества
Видиль принимал участие в многочисленных европейских и международных конкурсах музыки, в том числе Фестиваль фортепиано в Лионе, Конкурс фортепианной импровизации в Монбризоне. Тесно работал с Роже Гереном, творческим партнёром Диззи Гиллеспи.
С января 2007 по 2008 год выступал в качестве профессора-органиста и исполнителя, избранного французским посольством на Кубе для участия в мероприятиях по открытию католических храмов и использованию церковных органов, последовавших за визитом в эту страну Папы Римского Иоанна Павла II. Основал органную школу и курсы органной импровизации в Гаване.
В 2003, 2004 и 2008 годах проводил мастер-классы для инструменталистов и композиторов в Университете штата Пенсильвания, США.
С 1987 по 1994 год был пианистом и исполнителем роли Моцарта в «Шоколадном Моцарте», пьесе Жака Лившина. С участием Видиля труппа дала 210 показов в различных странах, включая Францию, Италию, Бельгию, Германию, Грецию, Великобританию, Россию, Эстонию и Израиль. Пьеса была выбрана в качестве одного из семи мероприятий, отобранных министерством культуры СССР в рамках празднования 200-й годовщины Великой Французской Революции 1789 года.
В конце 80-х работал штатным пианистом Хора Радио-Франс — одного из главных государственных детских хоров в Париже.
В 1993 году основал ассоциацию EOL («Сияние Органа» в Леви-Сен-Ном), в данный момент является президентом этого общества.
В ноябре 2001 года принял участие в Фестивале Шопена в Нью-Йорке, в частности, выступал на концерте памяти погибших в результате терактов во Всемирном Торговом Центре.
Весной 2011 года выступил совместно с американской джазовой органисткой Родой Скотт, используя на концерте звуки кафедральных органов и органов Хаммонда.
Видиль многократно бывал в России, в частности, является регулярным аккомпаниатором Любови Белоцерковской, сопрано из Саратова.

## Поп-культура
В середине 70-х в течение непродолжительного времени репетировал с французской прог-рок группой «Магма», в конечном итоге решив не становиться рок-клавишником.
В 2008 году организовал концерт в честь выхода книги «Франсуаза Арди: Её Лучшие Годы», где играл музыкальные импровизации на тему фотографии певицы и её мужа Жака Дютронка.